# SDRAM

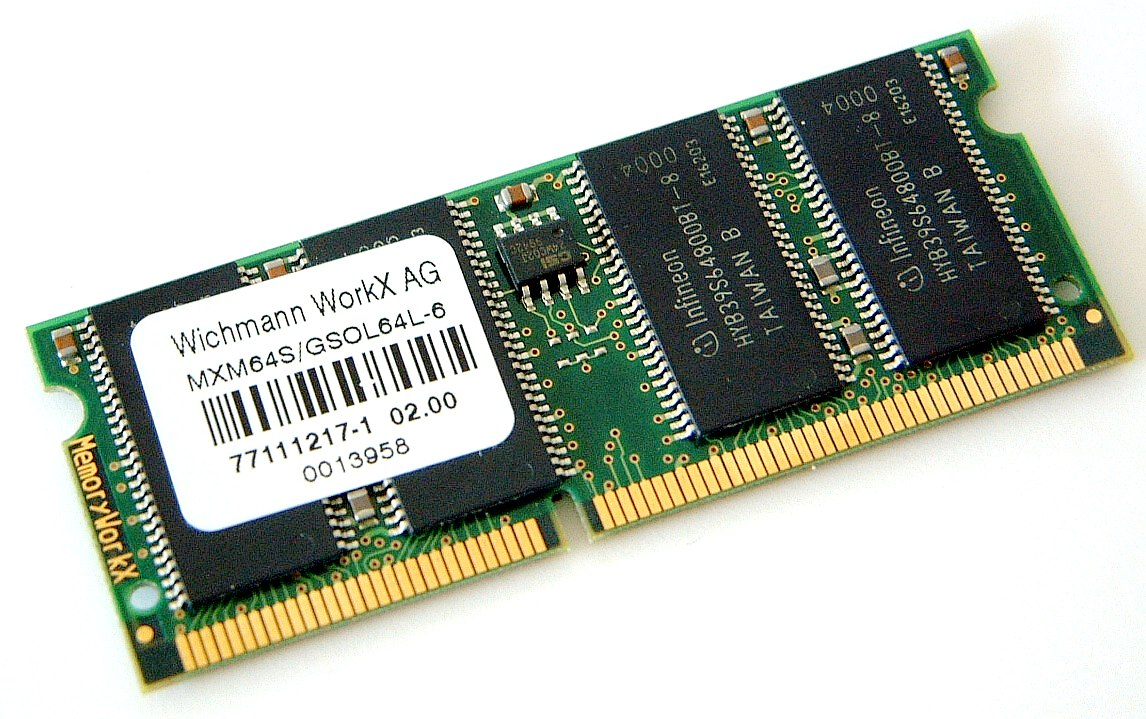
SODIMM 64MB SDRAM

SDRAM staat voor synchroon dynamisch directe-toegangsgeheugen (synchronous dynamic random-access memory), een type computergeheugen dat behoort tot de familie DRAM (dynamic random-access memory).

## Werking
Het verschil met DRAM is dat SDRAM een synchrone interface heeft. Dit betekent dat het op een kloksignaal wacht, alvorens op zijn controle-input te antwoorden. Het is gesynchroniseerd met de systeembus (FSB) van de computer en dus met de processor. De snelheid van SDRAM wordt om die reden niet uitgedrukt in nanoseconden, maar in MHz, waardoor het makkelijker te bepalen is welk geheugen geschikt is voor een bepaalde computer. De klok wordt gebruikt om een interne machine van eindige toestand, die inkomende opdrachten doorstuurt via een pipeline, aan te drijven. Dit staat de chip toe om complexere bewerkingen te verrichten dan het asynchrone DRAM.
SDRAM maakt gebruik van een techniek genaamd “dual-bank architecture”: het geheugen wordt opgedeeld in twee stukken, ook wel geheugenbanken genoemd. Zo kunnen gegevens, door middel van pipelines, in de tweede bank voorgeladen worden terwijl in de eerste bank gegevens verwerkt worden.
De snelheid waarmee gegevens beschikbaar gesteld worden gebeurt door de lage CAS-latency.

## Pipelines
Het doorsturen via pipelines betekent dat de chip een nieuwe opdracht kan goedkeuren alvorens het klaar is met de verwerking van een vorige opdracht.
- Bij een via een pipeline gestuurde schrijfopdracht, kan de opdracht onmiddellijk gevolgd worden, zonder te moeten wachten op de gegevens, die in de geheugenplaatsen geschreven moeten worden.
- Bij een via pipeline gestuurde leesopdracht, verschijnen de gevraagde gegevens een vast aantal klokimpulsen na de gegeven opdracht. Deze vertraging wordt de latency genoemd. Door deze vertraging is het niet noodzakelijk te wachten op het verschijnen van de gegevens, maar kan de volgende opdracht reeds worden verzonden.

## Rating
De snelheid van SDRAM-modules wordt geschat aan de hand van de maximale kloksnelheid waarop ze kunnen werken (deze kan verschillen van de IC's op de module) en de CAS-latency.
Deze worden aangeduid als "tCAS-tRCD-tRP-tRAS", deze tijden zijn namelijk de wachttijd tussen het specifiëren van een kolom-adres en ontvangen van de eerste gegevensuitvoer (CAS-latency), tijd die nodig is om van rij naar kolom te verspringen (RAS to CAS Delay), tijd die nodig is om gegevens voor te laden (Row Precharge) en de tijd die nodig is om de gegevens te vinden in het rij-adres (RAS).

## Geschiedenis

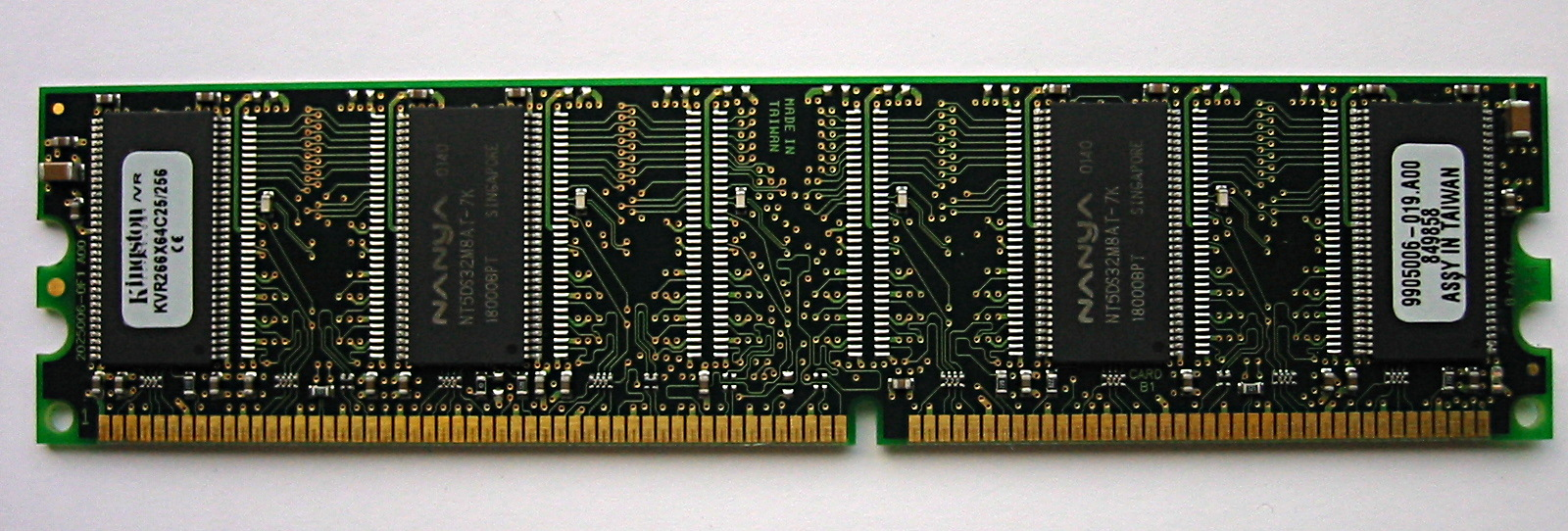
DDR-SDRAM DIMM

Hoewel het concept synchrone DRAM sinds de jaren 70 of eerder bekend was en gebruikt werd met de eerste Intel-processors, was het pas in 1993 dat SDRAM op weg ging naar de universele goedkeuring in de elektronische industrie. In 1993 introduceerde Samsung zijn KM48SL2000 synchrone DRAM en tegen 2000 had SDRAM vrijwel alle andere types van DRAM in moderne computers vervangen, ten gevolge van zijn grotere snelheid en veel lagere latency.
Vandaag de dag worden vrijwel alle SDRAM types wereldwijd vervaardigd volgens de JEDEC-normering. De eerste JEDEC-normering voor SDRAM stamt uit 1993 en later volgden normeringen voor onder andere DDR SDRAM en DDR2 SDRAM.
SDRAM is ook beschikbaar in geregistreerde geheugenvariaties, voor systemen die een grotere schaalbaarheid vergen.
Momenteel wordt in de nieuwe pc's het 168-pin SDRAM niet meer gebruikt, evenals DDR2 SDRAM en DDR3 SDRAM. Nu wordt er gebruikgemaakt van DDR4 of DDR5 SDRAM, waarbij DDR5 vooral wordt gebruikt voor high-end computers en DDR4 vooral nog erg in trek is bij basis- en mainstream-systemen.
De grootste fabrikanten van SDRAM zijn Samsung, Micron, Qimonda (vroeger Infineon) en Hynix.

## SGRAM
Synchronous graphics RAM, afgekort tot SGRAM, is een type SDRAM specifiek voor grafische processors. SGRAM is ontworpen voor grafische taken als het beheer van textuurgeheugen en framebuffers, maar ook voor het snel bewerken van aparte bits en het vullen van blokken geheugen.
Het eerste SGRAM-geheugen dateert uit 1994 en het werd voor het eerst op commerciële schaal toegepast in de PlayStation van Sony in 1995.